# Glover Garden
Glover Garden (japonsky: グラバー園, Gurabáen) je park v Nagasaki v Japonsku, který byl vybudován pro Thomase Blakea Glovera, skotského obchodníka, který přispěl k modernizaci Japonska v oborech loďařství, těžby uhlí a dalších. V parku stojí Gloverův dům, nejstarší dosud stojící dům západního typu v Japonsku a hlavní turistická atrakce v Nagasaki.
Dům stojí na svahu kopce Minamijamate a shlíží na nagasacký přístav. Postavil jej Hidenošin Kojama z Amakusy, který jej dokončil v roce 1863. Byl označen za významný kulturní majetek, protože dům a jeho okolí připomínají Pucciniho operu. Je také známý jako „Dům Madame Butterfly”. V parku poblíž domu stojí sochy Pucciniho a divy Tamaki Miury, která se proslavila rolí Čó-Čó-san v Madam Butterfly. Tento dům byl také místem Gloverových setkání s rebelujícími samuraji, zejména z panství Čóšú a Sacuma. 

## Gloverův dům
Gloverův dům je významný užitím směsi západních a japonských architektonických prvků a příkladem stavby, které se stavěly ve smluvních přístavech. Tento typ architektury se podobá jednopodlažním bungalovům, které cizinci užívali v HongKongu nebo v Šanghaji, a který do Japonska přivezli britští obchodníci. Namísto následování tehdejších viktoriánských stylů, tento typ architektury více reflektuje georgiánskou estetiku, která byla v Británii populární u předchozích generací. Mezi výrazné západní prvky, které zde byly použity, patří veranda s kamennou podlahou, mřížové oblouky a francouzská okna, zatímco japonský vliv může být pozorován na taškové střeše s hlavami démonů, které měly zahánět zlo. Střecha byla upravena přidáním nezaměnitelnými britskými komíny. Dům postavil japonský tesař Hidenošin Kojama. Plán domu, který se dochoval, není podepsán. Plán místo japonských měrných jednotek používá stopy. Základní konstrukce domu je navzdory západním prvkům japonská.
Dům v roce 2021 prošel generální rekonstrukcí.

## Další budovy
V parku se nachází také Ringerův dům (postaven v roce 1865 pro Fredericka Ringera) a Altův dům (postaven pro Williama Alta). Správné zpracování toskánských pilířů a frontonu u Altova domu naznačuje, že jej navrhl západní architekt. Fronton bývá nápadně často zakomponován do zednářských chrámů a zde mohl být použit stejným způsobem jakožto zednářský symbol.

Kromě toho se v Glover Garden dochovala kamenná brána zednářské lóže v Nagasaki:
Zednářská lóže v Nagasaki byla slavnostně otevřena v domě č. 50 Oura dne 5. října 1885. Zakládajícími členy byli vesměs Britové, ale během následujících let se členy stali muži různých národností a náboženství, kteří se účastnili pravidelných setkání a společenských akcí. V červnu 1887 se lóže přestěhovala do nové budovy na adrese č. 47 Oura. Svobodní zednáři přispívali k rozvoji nagasacké komunity až do svého rozpuštění na počátku období Šówa kvůli nedostatku členů. Dnes se hroby několika bývalých svobodných zednářů nacházejí na mezinárodních hřbitovech v Nagasaki a kamenná brána bývalé lóže je zachována v zahradě Glower Garden.

## Turismus
Park je otevřený veřejnosti a ročně jej navštíví téměř dva miliony návštěvníků.

## Galerie

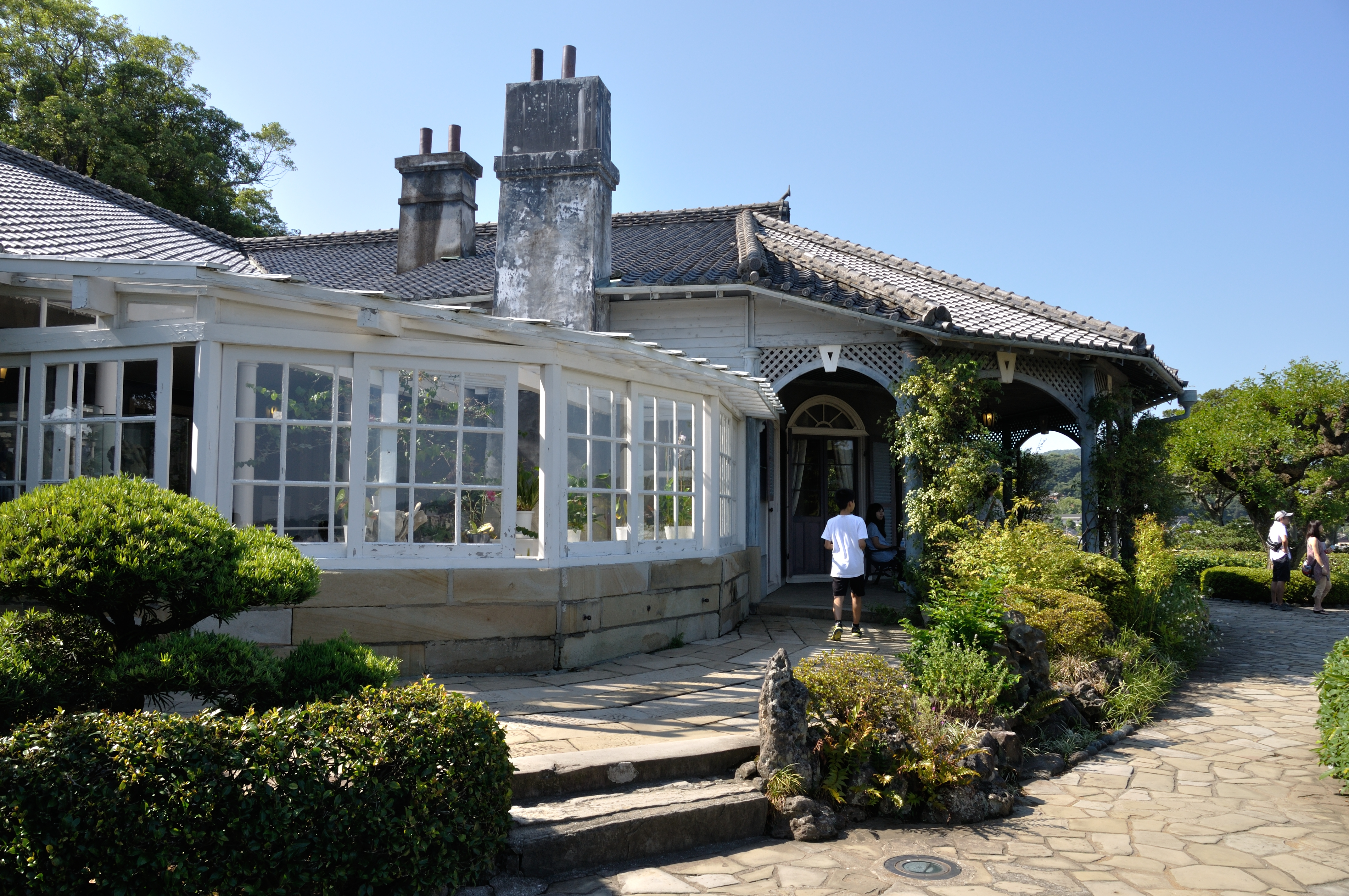
Gloverův dům
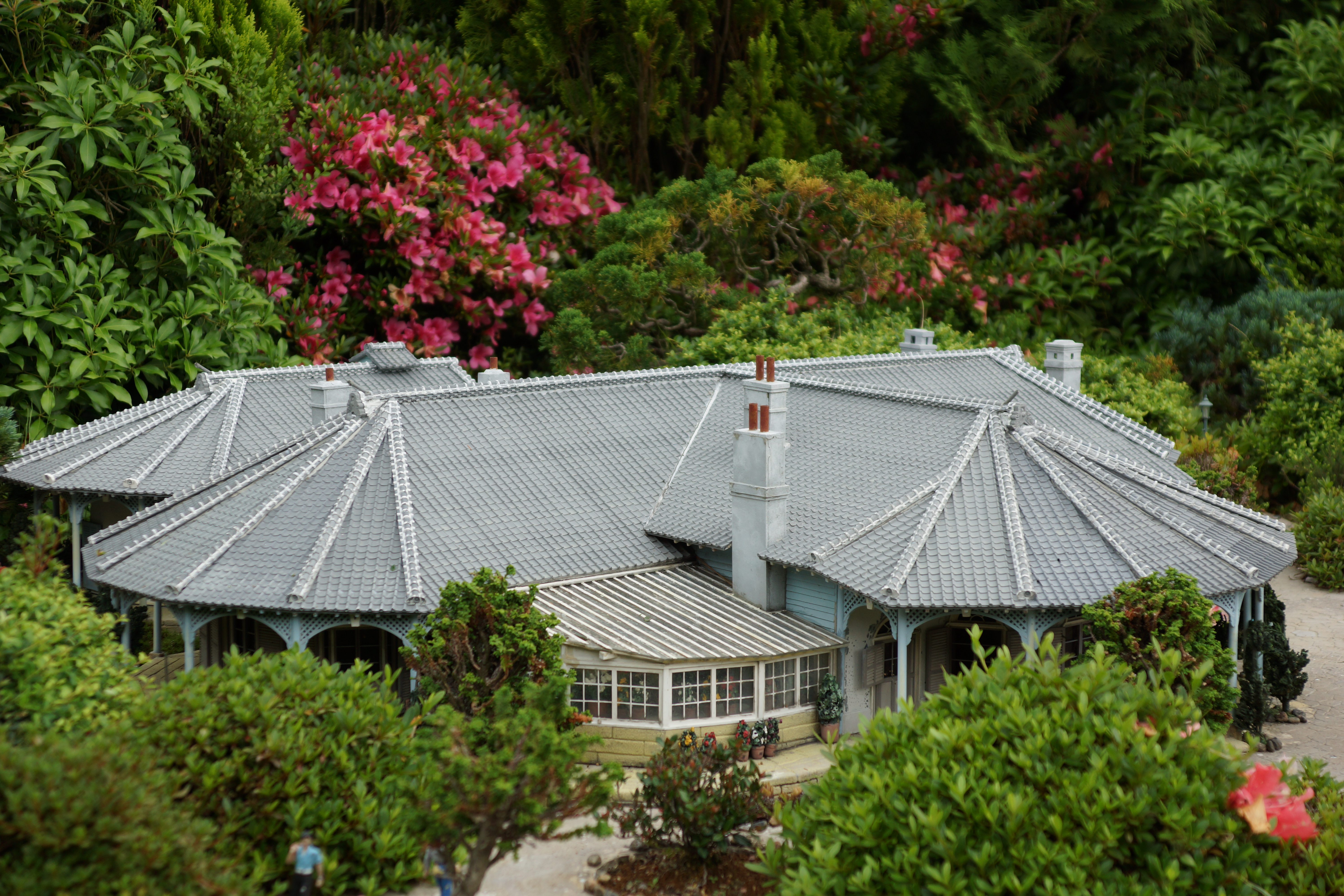
Gloverův dům
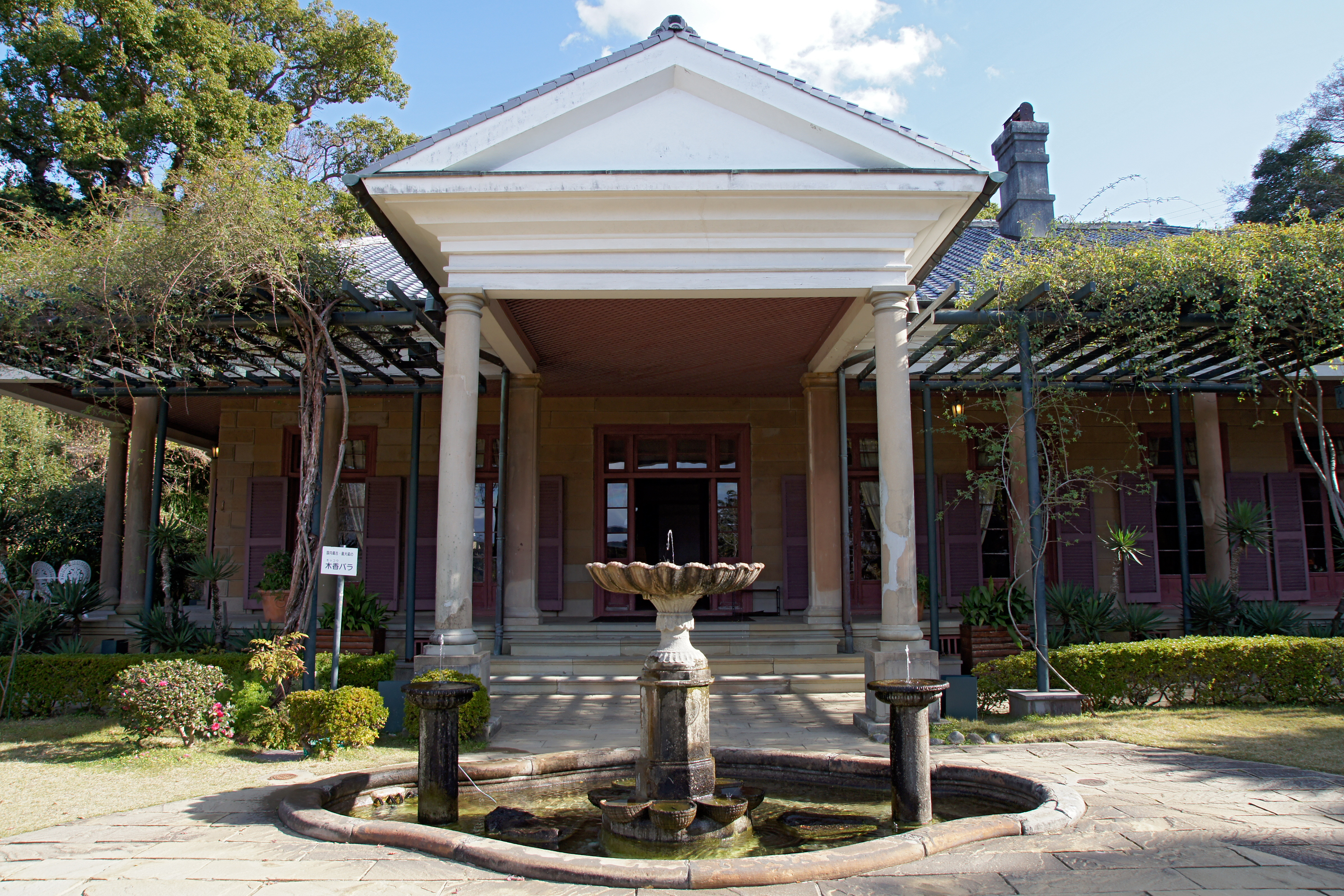
Altův dům
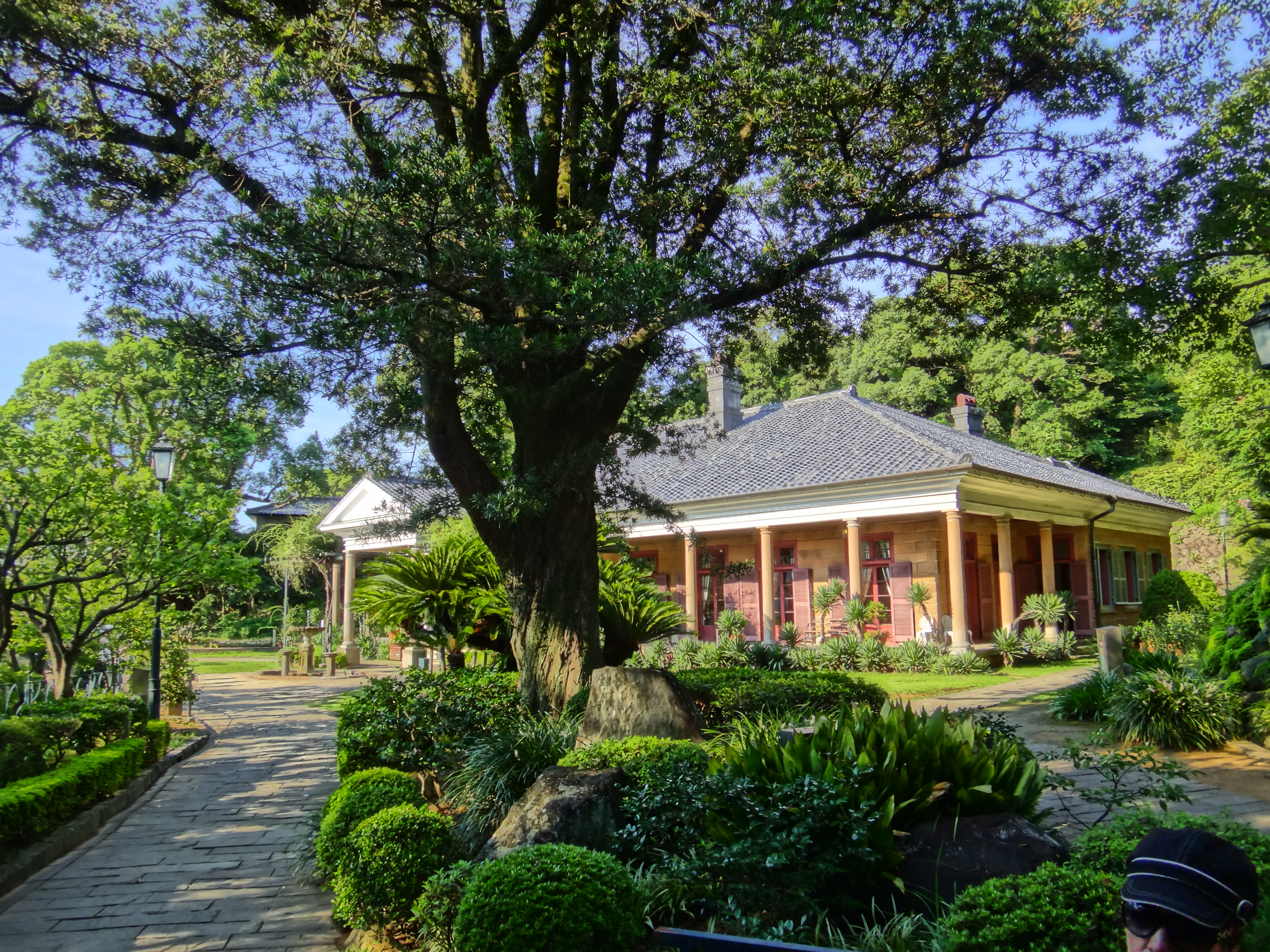
Altův dům
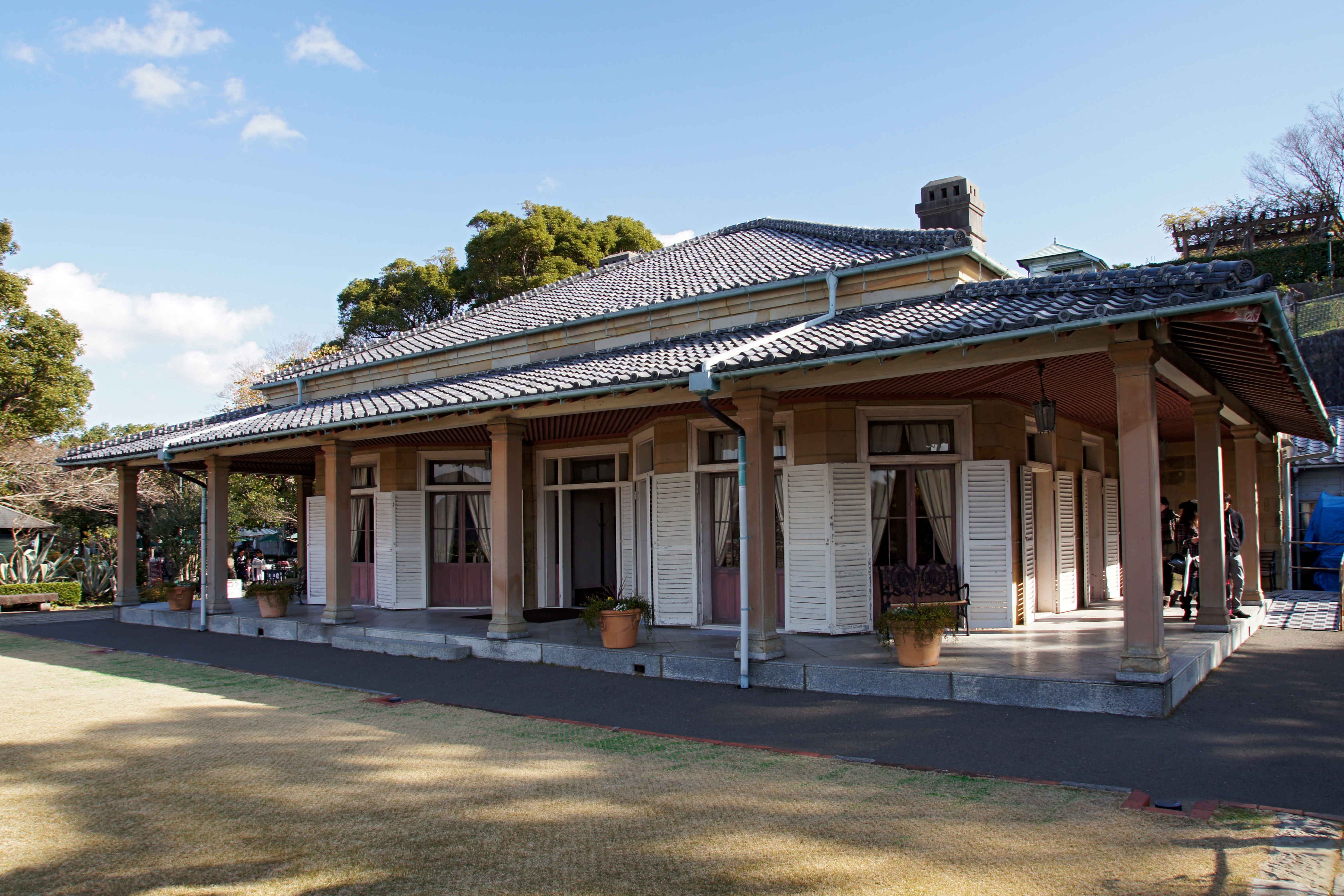
Ringerův dům
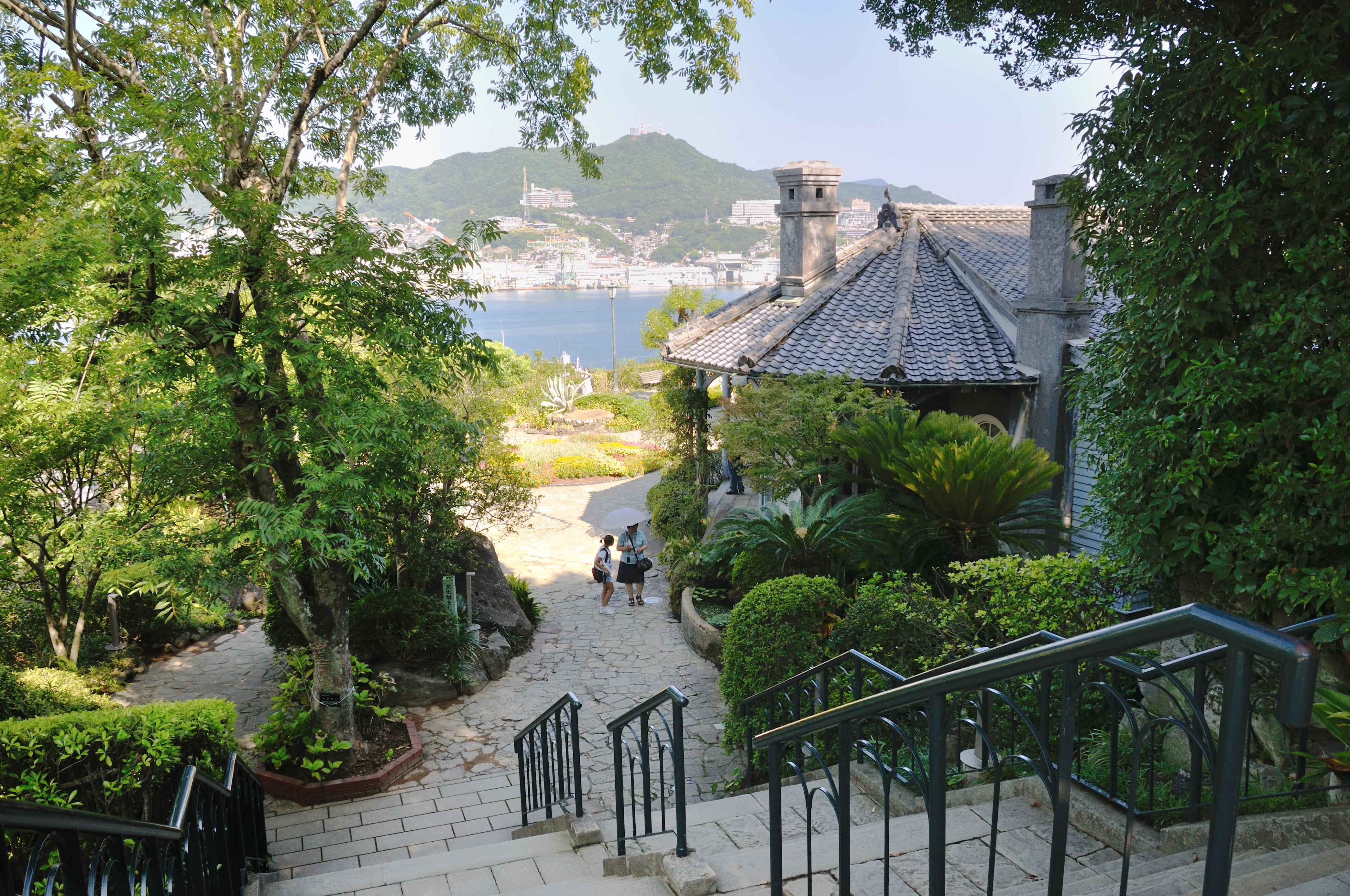
Glower Garden
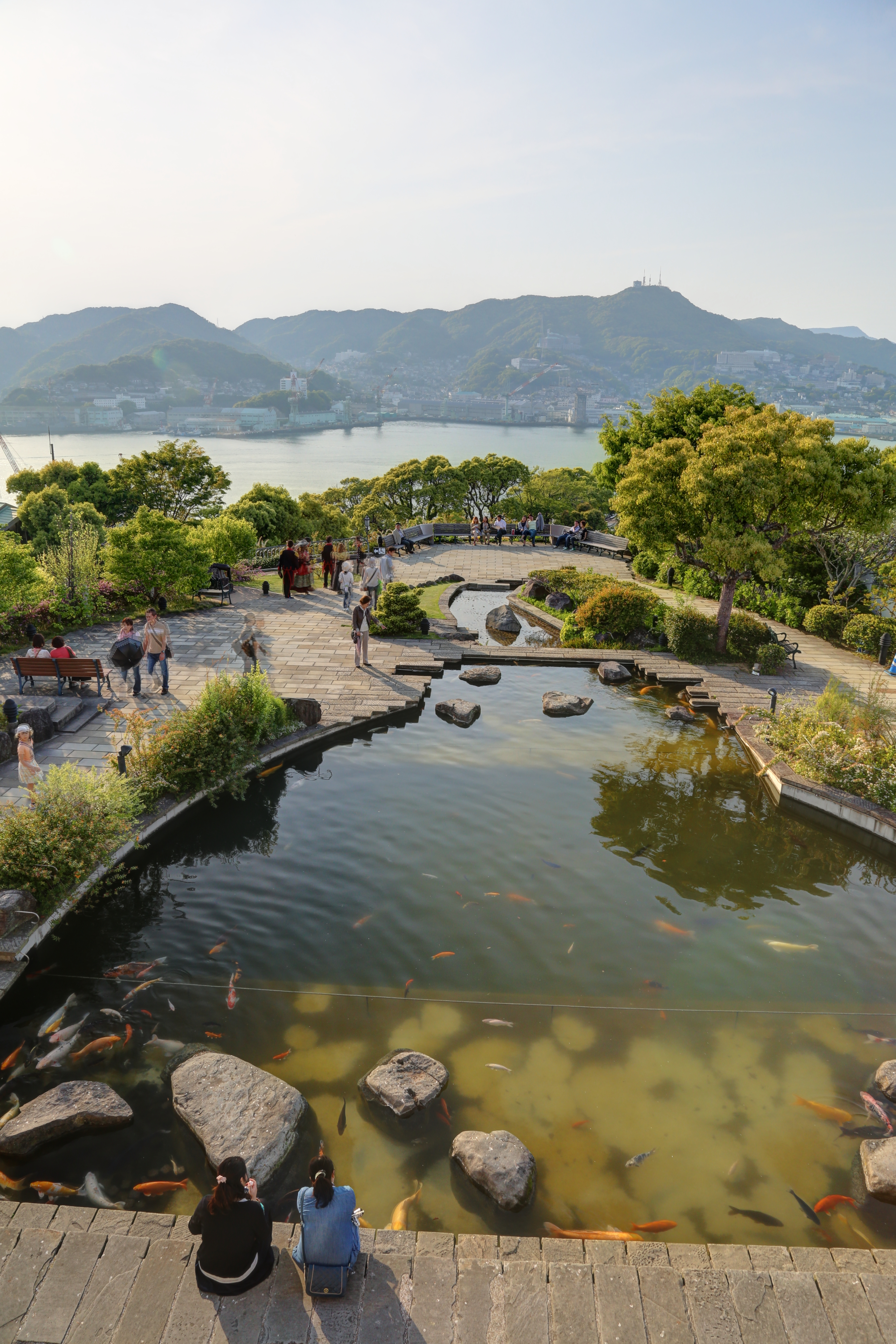
Glower Garden
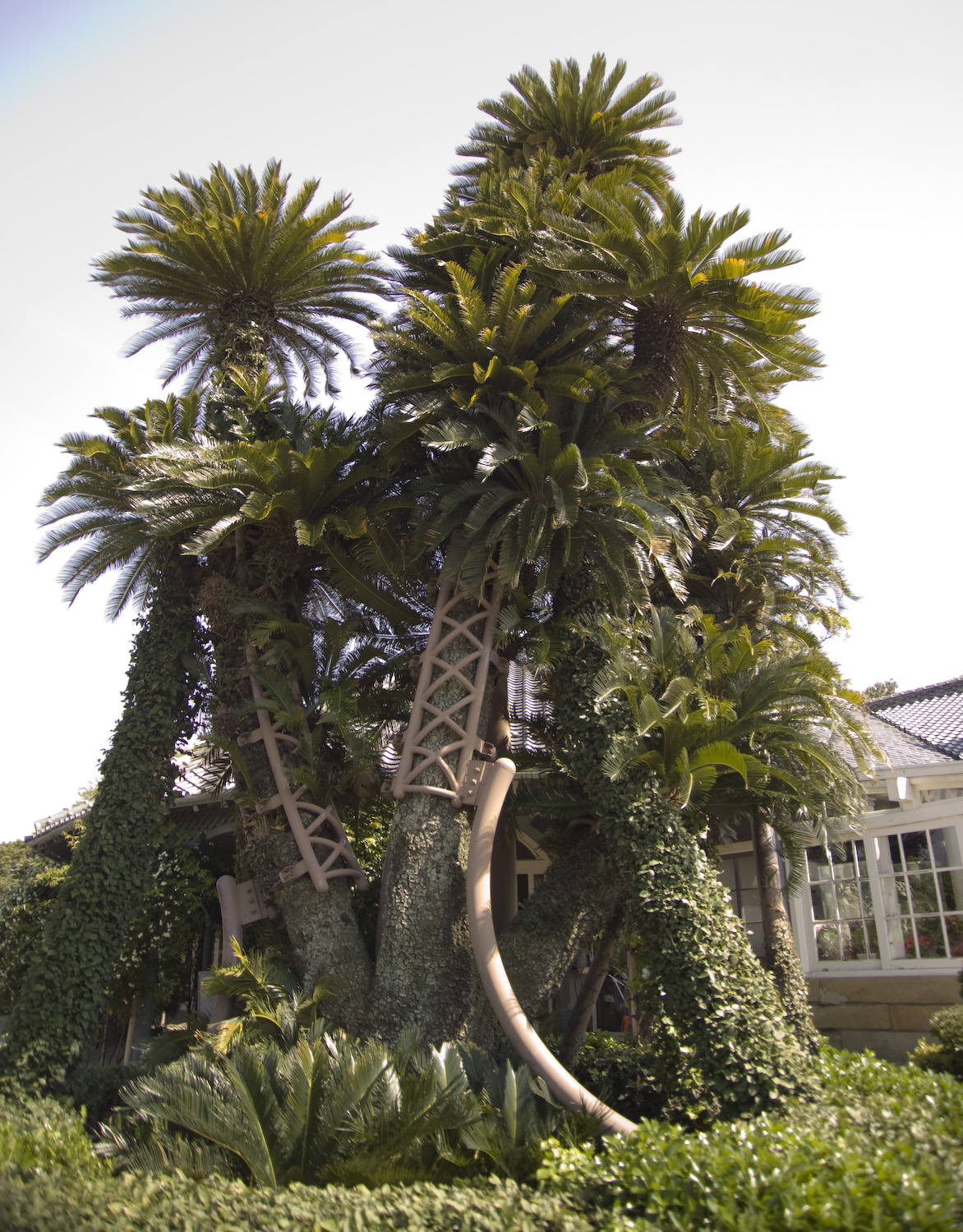
Glower Garden